# Johann Heinrich Brühl
Johann Heinrich Brühl OSB, Ordensname Maurus Brühl, (* 25. Juli 1760 in Koblenz; † 25. April 1831 in Cochem) war ein deutscher Priester, Mönch und Schuldirektor.

## Leben und Karriere
Johann Heinrich Brühl war der Sohn der aus Koblenz stammenden Eheleute Johann Heinrich und Anna Heuchemers. Im November 1779 trat er in die Benediktinerabtei Prüm ein, um dort am 19. November 1780 sein Profess (Ordo Sancti Benedicti) abzulegen; zugleich war er auch der letzte Konventuale dieser Abtei. Seine Tonsur und die niedere Weihe erhielt er am 24. Mai 1782 und bereits einen Tag später auch die Subdiakonsweihe. Diakon wurde Brühl im September 1783 und bereits ein Jahr später erhielt er auch die Priesterweihe in Trier. Zwischen 1785 und 1788 studierte er am Seminarium Clementinum in Trier.
Seine erste Stelle als Pastor erhielt Brühl 1791 in Herschbach bei Kaltenborn in der Eifel. Da man den Mitgliedern der Gemeinde die Constitution civile du clergé zuerkannt hatte, wählte man ihn zum Pfarrer von Ahrweiler. Im Jahre 1800 ernannte man ihn noch zum Kantonspfarrer, jedoch verließ er ein Jahr nach der 1802 erfolgten Säkularisation Ahrweiler. Am 25. Oktober 1805 wurde Brühl Kantonspfarrer in Cochem, wo er im Jahre 1810 das Kapuzinerkloster durch Ersteigerung und Übertragung an die katholische Kirchengemeinde rettet, um dort ein Hospital, eine Volksschule und ein Gymnasium einzurichten. Die Gründung der „Höheren Bürgerschule“ (Lehranstalt zweiter Klasse) erfolgte am 7. März 1818 und am 1. April wurde der Unterricht mit dem mit der Aufsicht betrauten Brühl und den Lehrern Huberti und Schneiders aufgenommen. Am 27. Dezember 1827 ernannte man ihn zum Dechanten und Direktor der höheren Stadtschule Cochem.